# Хелена Велика Комнин
Хелена Велика Комнина (грчки: Ελενα Μεγαλη Κομνηνη, грузијски: ელენა კომნააააოომნაააააოომნააა). Њено име је забележено у Грузијским хроникама, а њено презиме је засновано на теорији која је идентификује као ћерку цара Василија Трапезунтског. Ако је тачно, идентитет њене мајке би био неизвестан. Цар Василије је био бигамиста, истовремено ожењен царицом Ирином Палеолог и Ирином Трапезунтском.
Идентификује се као прва супруга краља Баграта V Багратиона од Грузије.
Хелена је умрла 1366. године, жртва куге која се проширила по Грузији током 1350-их и 1360-их (вероватно понављање Црне смрти).
Годину дана након њене смрти, њен муж се оженио Аном Трапезунтском.
Према Грузијској хроници, Хелену је надживело двоје деце:
- Ђорђе VII
- Давид